# Juwal Szpungin
Juwal Szpungin (ur. 3 kwietnia 1987 w Ramat Gan) – izraelski piłkarz pochodzenia estońskiego występujący na pozycji obrońcy. Zawodnik Maccabi Tel Awiw.

## Kariera klubowa
Szpungin zawodową karierę rozpoczynał w 2004 roku w Maccabi Tel Awiw z Ligat ha’Al. W sezonie 2004/2005 zadebiutował w tych rozgrywkach. W tamtym sezonie rozegrał 2 spotkania. W 2005 roku zdobył z klubem Puchar Izraela. W sezonie 2005/2006 strzelił pierwszego gola w Ligat ha’Al. Od tamtego sezonu stał się również podstawowym graczem Maccabi. W 2009 roku zdobył z nim Toto Cup. W Maccabi spędził 6 lat. W tym czasie rozegrał tam 125 spotkań i zdobył 2 bramki.
W 2010 roku Szpungin odszedł do cypryjskiej Omonii Nikozja. W tym samym roku zdobył z nią Superpuchar Cypru.
W 2013 roku Szpungin przeszedł RAEC Mons. W 2014 roku wrócił do Maccabi.

## Kariera reprezentacyjna
Szpungin jest byłym reprezentantem Izraela U-17, U-18, U-19 oraz U-21.
W kadrze seniorskiej zadebiutował 24 marca 2007 roku w zremisowanym 0:0 meczu eliminacji Mistrzostw Europy 2008 z Anglią.